# Frederick Stearns Building
El Frederick Stearns Building es una planta de fabricación ubicada en 6533 East Jefferson Avenue en Detroit, la ciudad más grande del estado de Míchigan (Estados Unidos). El edificio fue incluido en el Registro Nacional de Lugares Históricos en 1980 y designado Sitio Histórico del Estado de Míchigan en 1981. En 19189 se convirtió en condominios.

## Historia

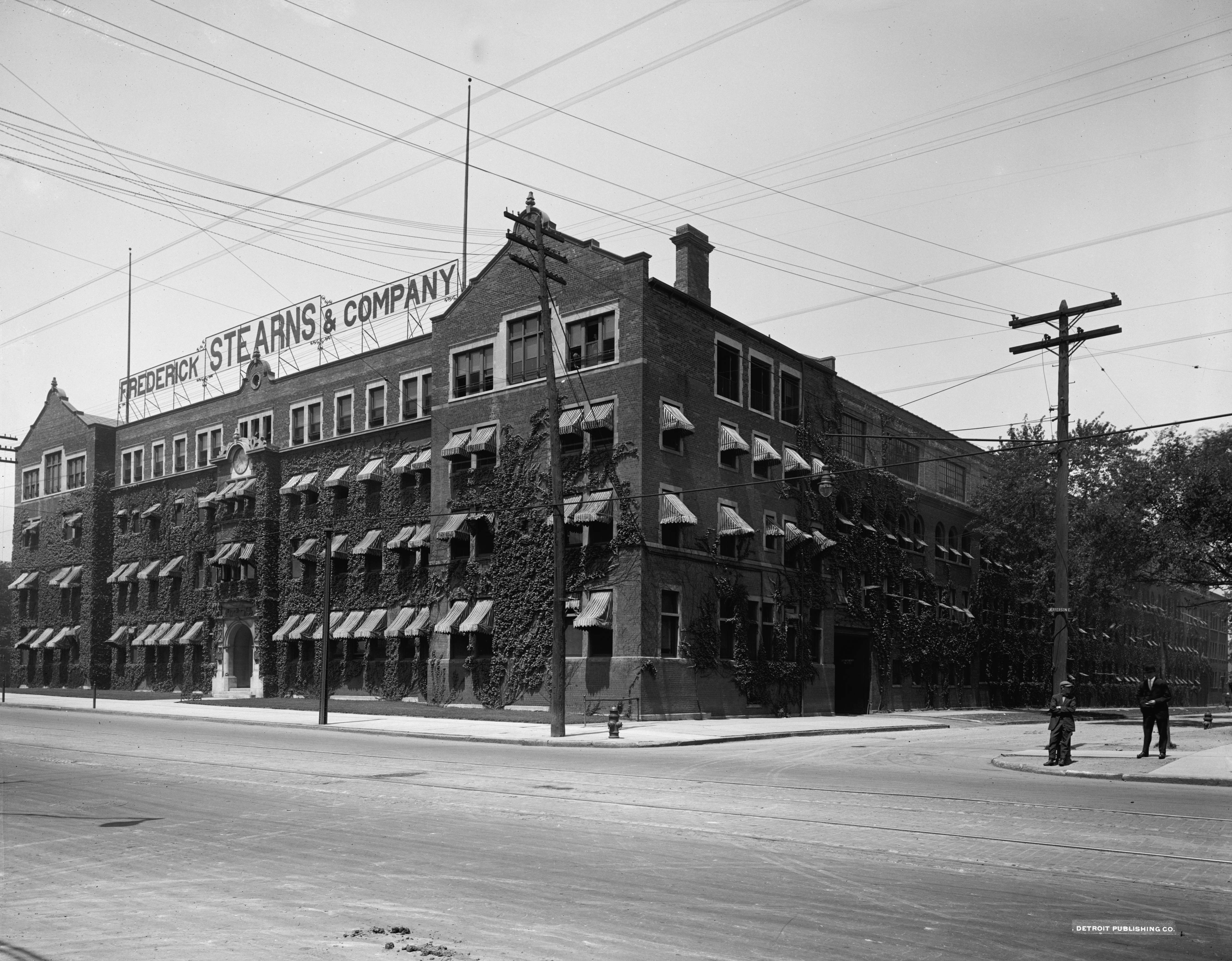
El Frederick Stearns Building hacia 1910

La empresa farmacéutica Frederick Stearns & Company fue fundada en Detroit 1855. A finales de los años 1890, Frederick K. Stearns (hijo del fundador de la empresa, Frederick A. Stearns) le encargó a William B. Stratton que diseñara este edificio (algunos años después Stratton diseñó a su vez la casa personal de Stearns, la Casa Frederick K. Stearns). La construcción se completó en 1899 a un costo de 85 000 dólares. Originalmente albergaba instalaciones de producción de Stearns, así como almacenes y oficinas para trabajadores de cuello blanco.
El edificio se convirtió en condominios en 1989, y ahora se conoce como Lofts at Rivertown.

## Descripción
El edificio tenía originalmente tres pisos de altura; se añadió un cuarto piso más tarde. El edificio original y la adición de su piso superior son de ladrillo y presenta elementos estilísticos de la Escuela de Chicago. La fachada es simétrica, con pabellones salientes en cada extremo y otro en el centro; esta sección frontal, que albergaba las oficinas de la empresa, tiene 13 tramos de ancho y cinco de profundidad.
El pabellón central tiene una entrada de piedra arqueada y un reloj en el tercer piso. Cada ventana de la fachada de Jefferson está adornada con piedra caliza. Los frontones del cuarto piso sobre los pabellones finales aumentan el atractivo del edificio.
Una adición de hormigón más alta, cuya parte superior se puede ver desde Jefferson, se construyó alrededor de 1910. Esta adición fue diseñada por Albert Kahn.